# Mont Xelia
Mont Xelia és una muntanya del Aurès. Aquest cim, de 2.328 m és el segon punt culminant d'Algèria.